# 台湾翅果菊
台湾翅果菊又名台灣山苦荬（学名：Pterocypsela formosana）是菊科翅果菊属的植物。分布在台湾以及中国大陆的广东、福建、浙江、江西、陕西、江苏、湖南、云南、安徽、河南、湖北、广西等地，生长于海拔140米至2,000米的地区，一般生长在山坡草地、田间和路旁，目前尚未由人工引种栽培。
其种加词“formosana”意为“台湾的”。
现接受名为台湾翅果菊（Lactuca formosana Maxim., 1874）。

## 别名
台湾山苦荬（台湾植物志）

## 异名
- Lactuca formosana Maxim., 1874